# 前平公園駅
前平公園駅（まえひらこうえんえき）は、岐阜県美濃加茂市西町にある、長良川鉄道越美南線の駅である。駅番号は1。
長良川鉄道への移管時に新設された請願駅である。

## 歴史
- 1986年（昭和61年）12月11日：国鉄越美南線の長良川鉄道への転換時に新設[1][2]。

## 駅構造
単式ホーム1面1線を有する地上駅。

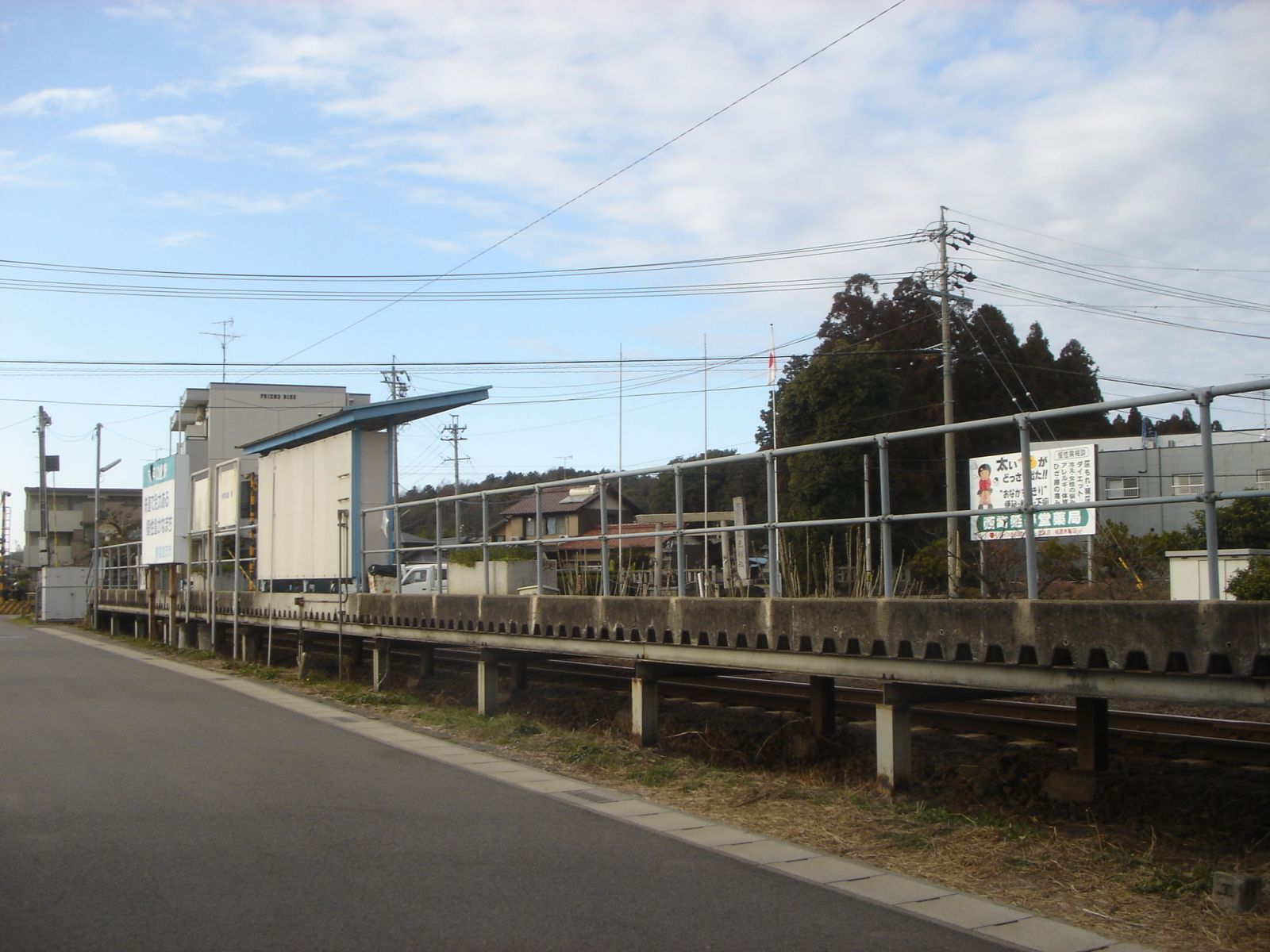
ホーム裏側（2008年）

無人駅。ホーム上には屋根が付いた簡易待合所がある。出入口は加茂野駅寄りに設置されている。

## 利用状況
近年の1日平均乗車人員の推移は以下の通り。
- 2009年次 - 24人
- 2010年次 - 41人
- 2011年次 - 30人
- 2012年次 - 26人
- 2013年次 - 26人
- 2014年次 - 31人
- 2015年次 - 46人
- 2016年次 - 41人
- 2017年次 - 52人
- 2018年次 - 58人
- 2019年次 - 51人
- 2020年次 - 43人

## 駅周辺
- 前平公園
- 美濃加茂市立西中学校
- トヨタカローラ岐阜前平店
- 加茂自動車学校
- JAめぐみのみのかも食材センター
- 可茂聖苑（公営火葬場）
- ヤマザキマザック工作機械博物館

## 隣の駅
長良川鉄道
■越美南線
美濃太田駅（0） - 前平公園駅（1） - 加茂野駅（2）